# Out Here on My Own
"Out Here on My Own" é uma canção gravada pela artista musical estadunidense Mariah Carey, lançada em 18 de setembro de 2020 como o segundo single do seu álbum de compilaçao, The Rarities (2020). A faixa é uma regravação de "Out Here Own My Own" da trilha sonora do longa “Fame”, de 1980, interpretada por Irene Cara. Mariah regravou a faixa em 2000 para o filme Glitter, mas a faixa foi descartada posteriormente sendo incluída apenas em sua compilação The Rarities em 2020. A faixa recebeu um Lyric Vídeo na data de lançamento para a divulgação.